# Max Paiella
Max Paiella, all'anagrafe Massimiliano Paiella (Roma, 18 marzo 1969), è un comico, cantante, imitatore, vignettista e musicista italiano.

## Biografia

### Attività artistica
Collabora con Radio 2 nella trasmissione Il ruggito del coniglio, durante la quale, all'interno della rubrica Il Momento Musicale manda in scena svariati e pittoreschi personaggi: 
- Vinicius du Marones, da Porto Alegre, malinconico cantore di Trishteza, sempre accompagnato alle tastiere dal maestro Cent'anni di Solitudine;
- Coricidin, il più grande cantautore cinese, specializzato, con la complicità del celebre pianista Kambusa One, in scopiazzamenti di canzoni italiane, regolarmente spacciate per melodie ...del terzo secolo a. C.;
- Demetrios Parakulis, cantautore greco di alto spessore morale, che intende contrastare il dilagare della musica ciofegas, ovvero commerciale e di facile ascolto, proponendo canzoni del genere musicale skarakkias, dove i valori etici invocati nel titolo e nella prima strofa trovano nella sostanza un epilogo assai prosaico. Valido chitarrista, Parakulis è accompagnato alle tastiere da Gheorghios Korkàsis, il re del bouzouki (Attilio Di Giovanni). Dopo aver ribadito ai conduttori del programma che  la vita ve kaga, con il caratteristico intercalare opa, opa, Parakulis ci ricorda sì che mia faza-mia raza, ma tua faza-non mi arraza. Infine, prima di iniziare l'esecuzione del brano, per consentire al pubblico di compenetrarsi meglio in un ideale afflato ellenistico, l'artista invita gli spettatori a sollevare le braccia sopra la testa, e ad intrecciare le mani a mo' di capitello greco, potendo scegliere lo stile del capitello stesso, tra dorico, co-jonico o corinzio.
- Nikolaj Tekorkov, cantate baritonale autore di audaci e temerarie imprese, inviato da Grande Madre Rossija con il preciso intento di "virilizzare" il pubblico italiano attraverso la Missione Virilova, che suddivide il genere maschile in tre categorie: omo; mezzo omo; floscio. Nikolaj attesta di non conoscere la differenza tra uomo e donna, e nelle sue canzoni stigmatizza come flosci tutti i personaggi maschili citati. L'unico esempio di italica virilità, secondo Tekorkov, è menzionato nella terza strofa dei suoi brani, strofa che però puntualmente si riferisce ad una donna.
- Altre interpretazioni (sempre in collaborazione con il musicista Attilio Di Giovanni): quelle dei fratelli Cannone, riparatori davvero sui generis; dei vivaisti Davio e Davino; di Fata Paiella, fattucchiera che tutto sistema grazie ai suoi incantesimi in rime baciate. Dalla stagione 2011-2012 sono stati introdotti nuovi personaggi come l'Angelo Ukulele, (grazie ad una partnership con il Paradiso), il reverendo "Solomon Pajella" ed i "fratelli Gustoso".

### Televisione
In televisione ha collaborato con trasmissioni quali Per un pugno di libri e Tintoria. Nel 2000 è nel cast di Telenauta '69, programma parodico sulla TV su Italia 1, con Lillo & Greg. Dal 2009 è nel cast di Parla con me, nella quale ha proposto le imitazioni di personaggi come Augusto Minzolini, Maurizio Belpietro, Franco Frattini, Fabrizio Cicchitto, Alfonso Signorini, Gigi d'Alessio e Renzo Bossi. Nel 2011 fa da spalla a Corrado Guzzanti nel suo programma Aniene, su Sky Uno.
Nel 2012 prende parte al programma presentato da Serena Dandini dal titolo The show must go off, in onda su LA7; oltre a riproporre la parodia di Cicchitto, propone alcune nuove imitazioni che hanno riscosso notevole successo: quelle di Alessandro Baricco, Gianni Alemanno e Roberto Formigoni. Nel 2013 impersona un "follower" di Twitter nelle due stagioni di Gazebo, trasmesso in seconda serata su Rai 3, che segue fisicamente il conduttore Zoro per le strade nei servizi di apertura.

### Musica

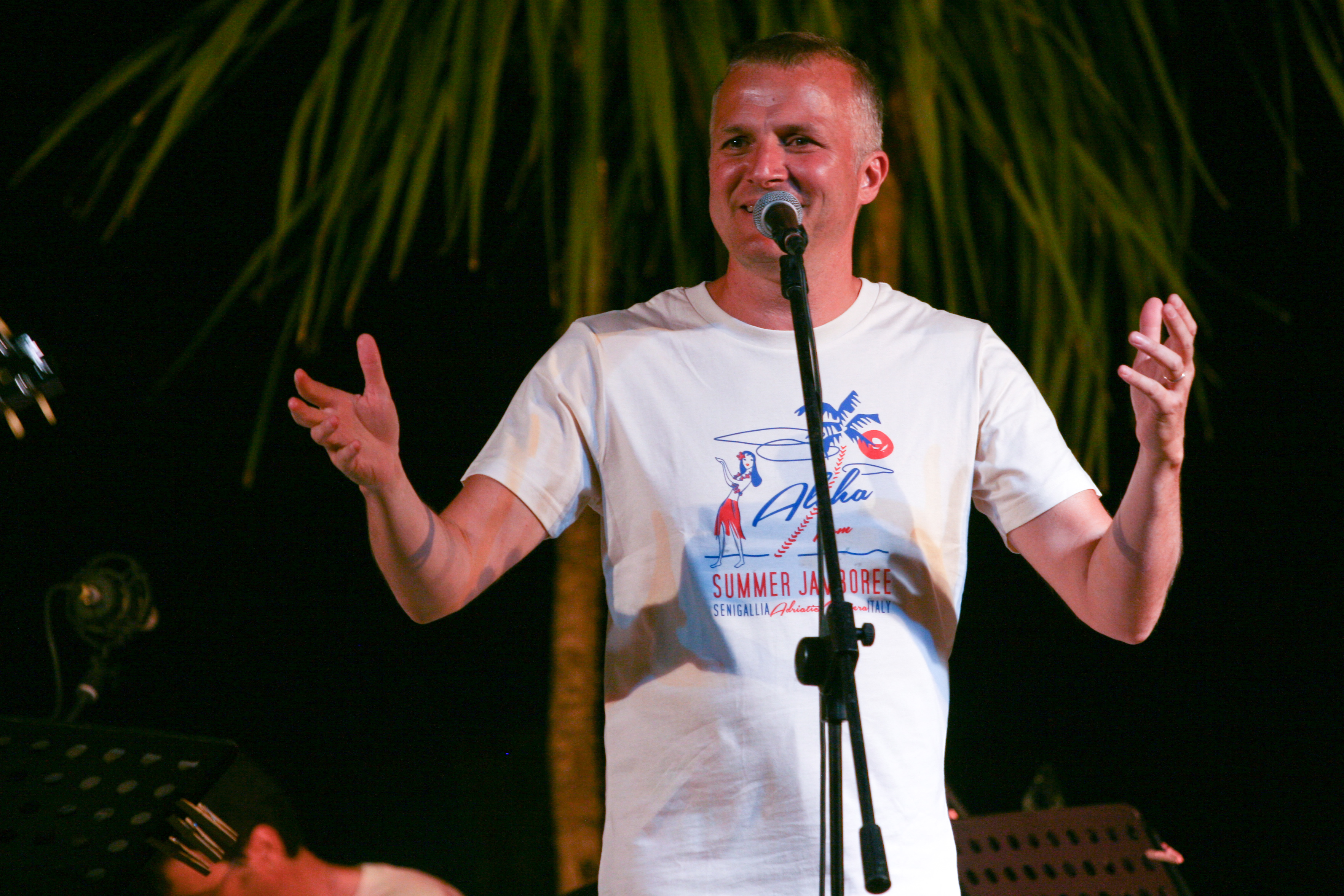
Max Paiella con i Blues Willies al Summer Jamboree (Senigallia 2013)

È il cantante della band Blues Willies insieme a Claudio Gregori (il Greg della coppia Lillo & Greg).

## Discografia

### Con The Blues Willies
Album
- 2004 - Greg & The Blues Willies
- 2006 - Suonare Stella

## Filmografia
- D.N.A. - Decisamente non adatti, regia di Lillo & Greg (2020)

## Teatrografia
- Jannacci e dintorni, con Simone Colombari (2024)